# Petro Ohij
Petro Omelanowycz Ohij (uk. Петро Омелянович Огій, ur. 16 lipca 1917 w Borowkówce w obwodzie dniepropetrowskim; zm. 16 kwietnia 1991 w Żółtych Wodach) – ukraiński naukowiec w dziedzinie medycyny, doktor nauk medycznych (1966), profesor (1969), rektor Państwowego Uniwersytetu Medycznego imienia I.Ja. Horbaczewskiego w Tarnopolu w latach 1957–1972.

## Życiorys
Urodził się we wsi Borowkówka na Ukrainie (wówczas powiat wierchniednieprowski, gubernia katerynosławska, Imperium Rosyjskie) w rodzinie chłopskiej.
Po ukończeniu siedmiu klas pracował na Dnieprodzierżyńskim Kombinacie Metalurgicznym oraz studiował na wydziale robotniczym.
W 1936 roku wstąpił do Dniepropietrowskego Instytutu Medycznego. W roku 1941 Instytut został ewakuowany do Stawropola, gdzie młodzi lekarze otrzymali dyplomy i zostali wysłani na front.
Od końca 1941 do 1945 roku pracował jako chirurg w szpitalach wojskowych na różnych frontach.
13 kwietnia 1957 roku został rektorem Państwowego Uniwersytetu Medycznego imienia I.Ja. Horbaczewskiego w Tarnopolu i pełnił tę funkcję do 1972 roku.
W latach 1972–1973 był dyrektorem Instytutu Hematologii i Transfuzjologii Narodowej Akademii Nauk Medycznych Ukrainy w Kijowie.
Zmarł 16 kwietnia 1991 roku w Żółtych Wodach.